# Penares micraster
Penares micraster är en svampdjursart som beskrevs av Claude Lévi 1993. Penares micraster ingår i släktet Penares och familjen Ancorinidae.
Artens utbredningsområde är havet kring Nya Kaledonien. Inga underarter finns listade i Catalogue of Life.